# Comitatul Jefferson, Wisconsin
Comitatul Jefferson este unul din cele 72 de comitate din statul Wisconsin din Statele Unite ale Americii. Sediul acestuia este localitatea Jefferson. Conform recensământului din anul 2000, Census 2000, populația sa fusese de 74.021 de locuitori.

## Geografie
Potrivit Biroului Recensământului Statelor Unite, comitatul are o suprafață totală de 1.509 km² din care 1.443 km² este uscat și 66 km² (4,42%) este apă.

### Comitate învecinate
- Comitatul Dodge - nord
- Comitatul Waukesha - est
- Comitatul Walworth - sud-est
- Comitatul Rock - sud- vest
- Comitatul Dane - vest

### Drumuri importante
- Interstate 94
- Autostrada 14 (SUA)
- Autostrada 18 (SUA)
- Autostrada 16 (Wisconsin)
- Autostrada 19 (Wisconsin)
- Autostrada 26 (Wisconsin)
- Autostrada 59 (Wisconsin)
- Autostrada 89 (Wisconsin)
- Autostrada 106 (Wisconsin)
- Autostrada 134 (Wisconsin)

### Orașe, sate și orășele
- Aztalan
- Cambridge
- Cold Spring
- Concord
- Farmington
- Fort Atkinson
- Hebron (orășel)
- Ixonia (orășel)
- Jefferson
- Jefferson (orășel)
- Johnson Creek
- Koshkonong
- Lake Mills
- Lake Mills (orășel)
- Milford
- Oakland
- Palmyra
- Palmyra (orășel)
- Sullivan
- Sullivan (orășel)
- Sumner
- Waterloo
- Waterloo (orășel)
- Watertown (oraș) (parțial)
- Watertown (orășel)
- Whitewater (parțial)

### Comunități fără personalitate juridică
- Busseyville
- Ebenezer
- Hebron
- Helenville
- Hubbleton
- Ixonia
- Lake Koshkonong
- Lake Lac La Belle
- Lake Ripley
- Pipersville
- Rome

## Demografie
Evoluția demografică
| 1900   | 1910   | 1920   | 1930   | 1940   | 1950   | 1960   | 1970   | 1980   | 1990   | 2000   |
| ------ | ------ | ------ | ------ | ------ | ------ | ------ | ------ | ------ | ------ | ------ |
| 34.789 | 34.306 | 35.022 | 36.785 | 38.868 | 43.069 | 50.094 | 60.060 | 66.152 | 67.783 | 74.021 |

|  | Graficele sunt indisponibile din cauza unor probleme tehnice. Mai multe informații se găsesc la Phabricator și la wiki-ul MediaWiki. |

Date: Wikidata - grafică realizată de Wikipedia